# Ghiacciaio Orizari
Il ghiacciaio Orizari (in inglese: Orizari Glacier) è un ghiacciaio lungo 4,7 km e largo 0,8, situato sulla costa di Zumberge, nella parte occidentale della Terra di Ellsworth, in Antartide. In particolare, il ghiacciaio, il cui punto più alto si trova a quasi 3.000 m s.l.m., è situato sul versante orientale della catena principale della dorsale Sentinella, nelle montagne di Ellsworth. Da qui esso fluisce in direzione nord-nord-ovest a partire dal versante settentrionale del monte Waldron, nella dorsale Veregava, fino ad unire il proprio flusso a quello del ghiacciaio Dater, a ovest del picco Sipey..

## Storia
Il ghiacciaio Orizari è stato così battezzato dalla Commissione bulgara per i toponimi antartici in onore del villaggio di Orizari, nella Bulgaria meridionale.